# 俗楽
俗楽（ぞくがく）とは、日本の伝統的な世俗音楽のこと。

## 概要
「俗楽」という言葉自体は古くからあり、古代中国の周の時代には朝廷の音楽を「正楽」、大衆の音楽を「俗楽」と呼んだが、現在一般には雅楽や能楽などを正式なものと見做し、その対としてそれ以外の古くから伝わる音楽を俗楽と呼ぶことが多い。もっとも明治のころには雅楽以外の音楽をすべて俗楽としていたという。俗楽の範疇は江戸時代から明治にかけて行なわれた長唄や浄瑠璃系の三味線音楽、箏曲、 民謡、子供が唄う童謡に及ぶ。